# Lego World Racers
Lego World Racers var en produktlinje produceret af den danske legetøjskoncern LEGO. Det indeholdt to racerhold, der kæmpede om at vinde verdensmesterskabet. De første seks sæt udkom i maj og juni 2010, og der udkom yderligere to sæt senere i 2010.

## Sæt
| Sætnummer | Sæt                   | Udgivet   | Dele | Minifigurer | Ref.  |
| --------- | --------------------- | --------- | ---- | ----------- | ----- |
| 8863      | Blizzard's Peak       | juni 2010 | 504  | 6           | [ 1 ] |
| 8864      | Desert of Destruction | maj 2010  | 961  | 8           | [ 2 ] |
| 8896      | Snake Canyon          | juni 2010 | 57   | 2           | [ 3 ] |
| 8897      | Jagged Jaws Reef      | juni 2010 | 191  | 2           | [ 4 ] |
| 8898      | Wreckage Road         | juni 2010 | 292  | 4           | [ 5 ] |
| 8899      | Gator Swamp           | maj 2010  | 354  | 5           | [ 6 ] |
| 30031     | World Race Powerboat  | 2010      | 27   | 1           | [ 7 ] |
| 30032     | World Race Buggy      | 2010      | 35   | 1           | [ 8 ] |
| 4595400   | Rocket Kit            | 2010      | 26   | —           | [ 9 ] |